# Alex Murphy (rugby à XIII)
Pour les articles homonymes, voir Alex Murphy.
Pas d'image ? Cliquez ici

a Compétitions nationales et continentales officielles uniquement.

b Matchs officiels uniquement.
Alexander Murphy, né le 22 avril 1939 à St Helens (Merseyside), est un ancien joueur de rugby à XIII anglais évoluant au poste de demi de mêlée dans les années 1950, 1960 et 1970, reconverti entraîneur de rugby à XIII. Il fait ses débuts professionnels à St Helens RLFC, club où il reste onze années avant de poursuivre sa carrière en tant qu'entraîneur-joueur à Leigh RLFC et Warrington RLFC. Il a également été international britannique à vingt-sept reprises participant à la coupe du monde 1960. Il remporte la Challenge Cup dans trois clubs différents remportant le Lance Todd Trophy, récompensant le meilleur joueur du match de la finale en 1971. En 1988, il est introduit dans le temple de la renommée du rugby à XIII britannique.

## Palmarès

### En tant que joueur
- Collectif :
  - Vainqueur de la Coupe du monde : 1960 (Grande-Bretagne)[1].
  - Vainqueur de la Coupe d'Europe des nations : 1970 (Angleterre).
  - Vainqueur du Championnat d'Angleterre : 1959 et 1966 (St Helens).
  - Vainqueur de la Challenge Cup : 1961, 1966 (St Helens), 1971 (Leigh) et 1974 (Warrington).
  - Finaliste du Championnat d'Angleterre : 1963 et 1965 (St Helens).
  - Finaliste de la Challenge Cup : 1975 (Warrington).

### En tant qu'entraîneur
- Collectif :
  - Finaliste de la Coupe du monde : 1975 (Angleterre).
  - Finaliste du Championnat d'Angleterre : 1987 et 1988 (St Helens).
  - Finaliste de la Challenge Cup : 1971 (Leigh)[1] 1984 (Wigan), 1987 et 1989 (St Helens).